# ポンディシェリ連邦直轄領

プドゥッチェーリ連邦直轄領
タミル語: புதுச்சேரி
フランス語: Territoire de Pondichéry

| 公用語                    | タミル語、マラヤーラム語、テルグ語、フランス語               |
| 州都                      | ポンディシェリ                                               |
| 最大の都市                | ポンディシェリ                                               |
| 副知事                    | クニイル・カイラシュナタン（英語版） (Kuniyil Kailashnathan) |
| 面積                      | 492 km2                                                      |
| 人口（2011年） - 人口密度 | 1,394,467 人 2,090 人/km2                                    |

- この記事はウィキプロジェクト 国の雛形を加工して使用しています。

ポンディシェリ連邦直轄領（ポンディシェリれんぽうちょっかつりょう、タミル語: புதுச்சேரி - Puducherry - プドゥッチェーリ）は、インドの連邦直轄領のうちの一つ。首府はポンディシェリ。総人口は約140万人。（2011年）
元フランスの植民地であった地域が集まったものであり、州の土地は、タミル・ナードゥ州に隣接する東海岸のポンディシェリおよびカーライッカール、ケーララ州に隣接するマーヒ、アーンドラ・プラデーシュ州に隣接するヤーナムと、南インド各地に分散している。
2006年に公式のアルファベット表記が"Pondichéry" (フランス語, ポンディシェリ)から、"Puducherry"（タミル語, プドゥッチェーリ）に変更された。

## 州名

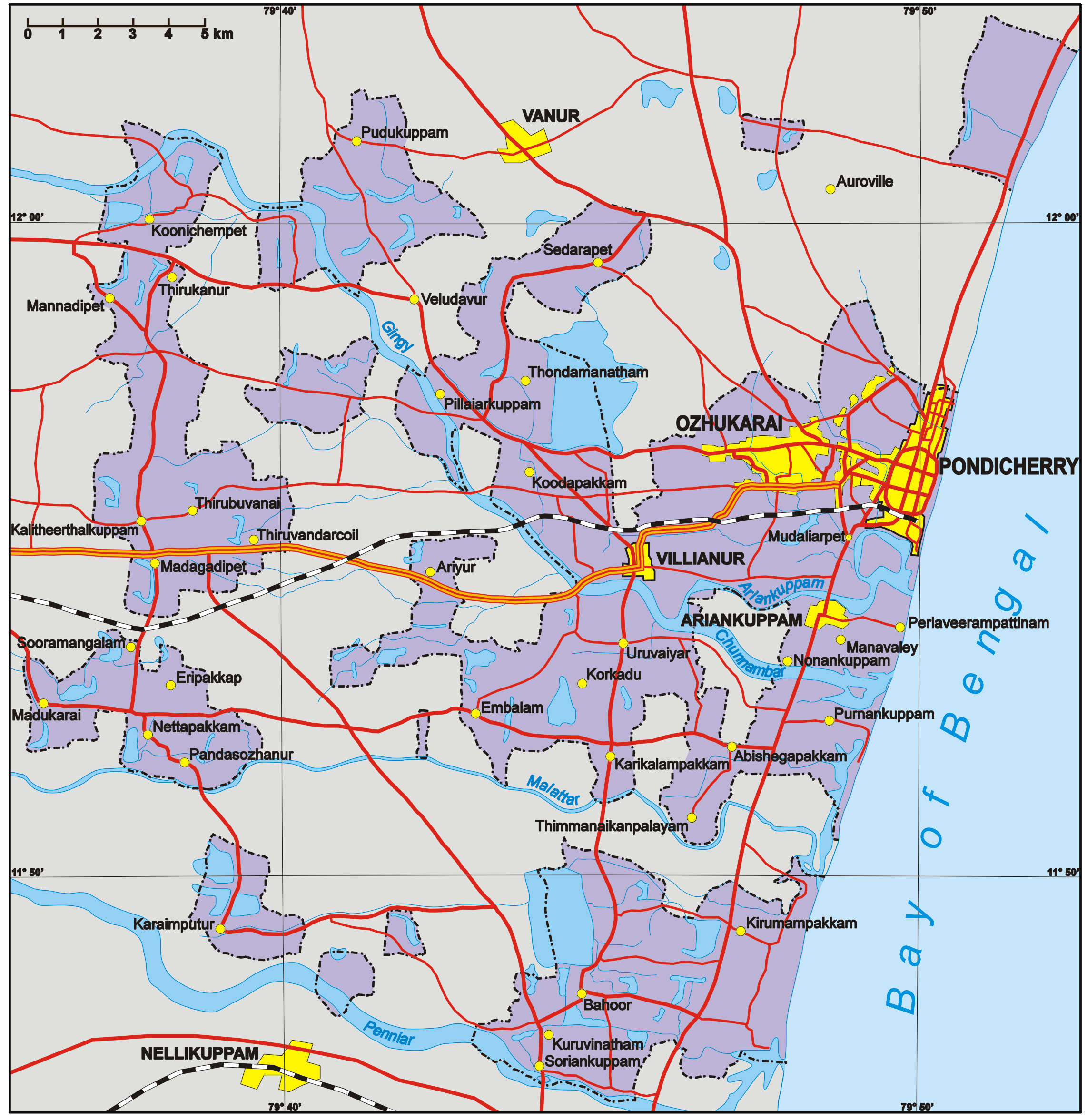
ポンディシェリの交通図

ポンディシェリとは、「新しい町」（ புது putu「新しい」 + சேரி cēri「町」 ）を意味するタミル語のプドゥッチェーリ（タミル語: புதுச்சேரி, Puducherry）がフランス語でプーディシェリ（Poudichéry）と訛って発音され、このうち「u」が或る時「n」と誤写されてポンディシェリ（Pondichéry）とされて伝わったもので、現在のタミル語ではそれが再びパーンディッチェーリと音写されている。
諸言語での発音は、以下の通り。
- タミル語 : புதுச்சேரி (Putuccēri : プドゥッチェーリ) あるいは பாண்டிச்சேரி (Pāṇṭiccēri : パーンディッチェーリ)
- テルグ語 : పుదుచ్చేరి (Puduccēri : プドゥッチェーリ)
- マラヤーラム語 : പോത്തുച്ചേരി (Pōttuccēri : ポーットゥッチェーリ) あるいは പോണ്ടിച്ചേരി (Pōṇṭiccēri : ポーンディッチェーリ)
- ヒンディー語 : पॉण्डिचेरी (Pāṇḍicērī : パーンディチェーリー)

## 地方行政区分
- ポンディシェリ県（英語版）（Puducherry district）- ポンディシェリ
- カーライッカール県（英語版）（Karaikal district） - カーライッカール
- マーヒ県（Mahe district） - マーヒ
- ヤーナム県（英語版）（Yanam district） - ヤーナム（英語版）